# Denis Spitsov
Denis Sergejevitsj Spitsov (Russisch: Денис Сергеевич Спицов) (Vozjega (Oblast Vologda), 16 augustus 1996) is een Russische langlaufer. Hij nam onder olympische vlag deel aan de Olympische Winterspelen 2018 in Pyeongchang en aan de Olympische Winterspelen 2022 in Peking.

## Carrière
Spitsov maakte zijn wereldbekerdebuut op 9 december 2017 in Davos, een dag later scoorde hij dankzij een zevende plaats aldaar zijn eerste wereldbekerpunten. In januari 2018 stond de Rus in Val di Fiemme voor de eerste maal in zijn carrière op het podium van een wereldbekerwedstrijd. Tijdens de Olympische Winterspelen van 2018 in Pyeongchang veroverde Spitsov de bronzen medaille op de 15 kilometer vrije stijl, daarnaast eindigde hij als vierde op de 30 kilometer skiatlon en als twintigste op de 50 kilometer klassieke stijl. Samen met Aleksandr Bolsjoenov sleepte hij de zilveren medaille in de wacht op de teamsprint, op de 4×10 kilometer estafette legde hij samen met Andrej Larkov, Aleksandr Bolsjoenov en Aleksej Tsjervotkin beslag op de zilveren medaille.
Op de wereldkampioenschappen langlaufen 2019 in Seefeld eindigde hij als 22e op de 30 kilometer skiatlon en als 28e op de 50 kilometer vrije stijl. Op 10 januari 2021 boekte de Rus in Val di Fiemme zijn eerste wereldbekerzege.
Op 13 februari 2022 won hij in een team met Sergej Oestjoegov, Aleksej Tsjervotkin en Aleksandr Bolsjoenov, goud op de 4x10 km estafette tijdens de Olympische Winterspelen in Peking.

## Resultaten

### Olympische Winterspelen
| Jaar | Plaats      | Onderdeel |
| ---- | ----------- | --- |
| 2018 | Pyeongchang | 15 km vrije stijl · 4e 30 km skiatlon · 20e 50 km klassieke stijl · Teamsprint (vrije stijl) · 4×10 km estafette |
| 2022 | Peking      | 4x10 km estafette                                                                                                |

### Wereldkampioenschappen
| Jaar | Plaats  | Resultaten                               |
| ---- | ------- | ---------------------------------------- |
| 2019 | Seefeld | 22e 30 km skiatlon 28e 50 km vrije stijl |

### Wereldbeker
| Legenda | Legenda            |
| ------- | ------------------ |
| TdS     | Tour de Ski        |
| NO      | Nordic Opening     |
| LT      | Lillehammer Triple |
| RT      | Ruka Triple        |
| WBF     | Wereldbekerfinale  |
| STC     | Ski Tour Canada    |
| ST      | Ski Tour           |

Eindklasseringen
| Seizoen   | Algm | DI  | SP  | TdS   |
| --------- | ---- | --- | --- | ----- |
| 2017/2018 | 20e  | 15e | –   | 13e   |
| 2018/2019 | 18e  | 16e | 62e | 8e    |
| 2019/2020 | 15e  | 16e | 30e | 11e   |
| 2020/2021 | 9e   | 4e  | –   | Brons |

Wereldbekerzeges
| Datum           | Plaats        | Onderdeel                          |
| --------------- | ------------- | ---------------------------------- |
| 10 januari 2021 | Val di Fiemme | 10 km vrije stijl (massastart) TdS |